# Гилг, Эрнст Фридрих

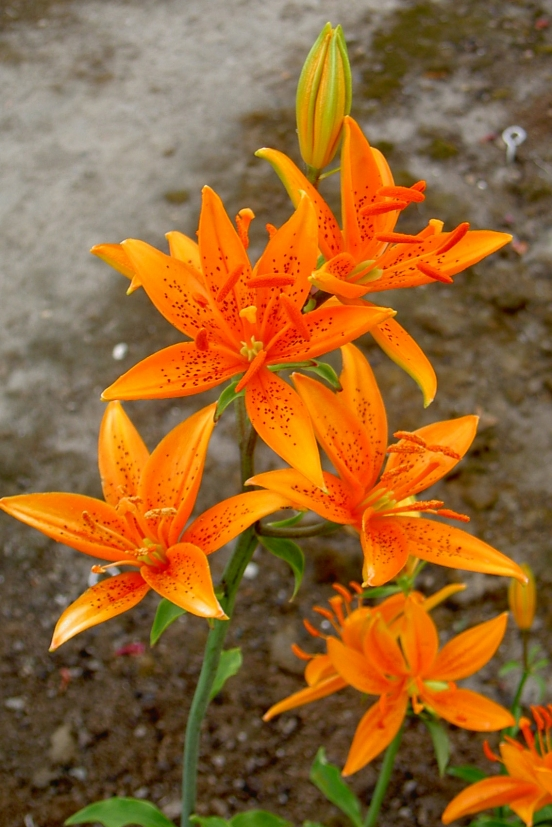
Lilium tsingtauense

Эрнст Фридрих Гилг (нем. Ernst Friedrich Gilg; 12 января 1867, Шлинген, Баден-Вюртемберг — 11 октября 1933, Берлин) — немецкий ботаник.
С 1900 года хранитель Берлинского ботанического музея.
Его именем назван род растений Gilgiochloa Pilg. из семейства Злаки (Poaceae).

## Растения, описанные Гилгом
- Ancistrocladus hamatus (Vahl) Gilg[1], (syn. Wormia hamata Vahl[2])
- Lilium tsingtauense Gilg[3]

## Научные работы
- Pharmazeutische Warenkunde, 4. Auflage 1911
- Grundzüge der Botanik für Pharmazeuten, 6. Auflage 1921
- Lehrbuch der Pharmakognosie, 3. Auflage 1922